# Christian Laettner
Christian Donald Laettner (ur. 17 sierpnia 1969 w Angoli) – amerykański koszykarz polskiego pochodzenia, występujący na pozycjach silnego skrzydłowego lub środkowego, mistrz olimpijski, Ameryki i NCAA. 
W 1988 wystąpił w meczu gwiazd amerykańskich szkół średnich - McDonald’s All-American.
Przez kilkanaście lat grał w lidze NBA, jednak największe sukcesy odnosił w czasie gry w NCAA. Jedyny niezawodowiec w drużynie pierwszego „Dream Teamu”, z którym zdobył złoty medal olimpijski w 1992.
W czasie gry w Duke University odnosił wielkie sukcesy. Jako jeden z nielicznych zawodników w historii wystąpił w czterech kolejnych finałach NCAA. Do dziś jest posiadaczem licznych rekordów w koszykówce uniwersyteckiej. Na koniec, po sezonie 1991–92 został uhonorowany kilkunastoma nagrodami, z nagrodą USBWA College Player of the Year na czele. Po tych sukcesach został wybrany do drużyny pierwszego Dream Teamu jako jedyny niezawodowiec. Dwa lata wcześniej grał w mistrzostwach świata 1990 w Argentynie, gdzie drużyna USA zdobyła brązowy medal.
W drafcie 1992 został wybrany z numerem 3. przez Minnesota Timberwolves. W lidze zawodowej nie odniósł większych sukcesów. Oprócz Wolves (1992–96) Laettner grał także w: Atlanta Hawks (1996–98), Detroit Pistons (1999–2000), Dallas Mavericks (2000–01), Washington Wizards (2001–04) i Miami Heat (2004/05).
Po swym pierwszym sezonie w NBA został wybrany do pierwszej piątki debiutantów. W 1997 był rezerwowym podczas meczu gwiazd NBA.

## Osiągnięcia

### NCAA
- Mistrz:
  - NCAA (1991, 1992)[2]
  - turnieju konferencji Atlantic Coast (ACC – 1992)
  - sezonu regularnego ACC (1991, 1992)
- Wicemistrz NCAA (1990)
- Uczestnik NCAA Final Four (1989–1992)
- Most Outstanding Player (MOP=MVP) turnieju NCAA (1991)[3]
- Koszykarz Roku:
  - NCAA:
    - im. Naismitha (1992)[4]
    - im. Woodena (1992)[5]
    - według:
      - USBWA (1992)[6]
      - NABC (1992)[7]
      - Associated Press (1992)[8]
      - Sporting News (1992)[9]
      - Basketball Times (1992)

    - Adolph Rupp Trophy (1992)[10]

  - Konferencji Atlantic Coast (1992)[11]
- MVP turnieju konferencji Atlantic Coast (1992)[12]
- 2-krotny sportowiec roku ACC (1991, 1992)
- Wybrany do[13]:
  - I składu:
    - All-American (1992)
    - turnieju NCAA (1991, 1992)[14]

  - II składu All-American (1991)
  - Akademickiej Galerii Sław Koszykówki (2010)[15]

### NBA
- Uczestnik meczu gwiazd NBA (1997)[16]
- Wybrany do I składu debiutantów NBA (1993)[17]

### Reprezentacja
- Mistrz:
  - olimpijski (1992)[18]
  - Ameryki (1992)[19]
- Wicemistrz:
  - Ameryki (1989)[20]
  - Igrzysk Dobrej Woli (1990)[21]
- Brązowy medalista:
  - mistrzostw świata (1990)[22]
  - igrzysk panamerykańskich (1991)[23]
- Atleta Roku - USA Basketball Male Athlete of the Year (1991)[24]
- Wybrany do Koszykarskiej Galerii Sław jako członek drużyny olimpijskiej z 1992 roku (Naismith Memorial Basketball Hall Of Fame - 2010)[25]

## Działalność po zakończeniu kariery
Laettner jest obecnie współwłaścicielem firmy Blue Devil Ventures. 
Oboje rodzice Christiana Laettnera są polskiego pochodzenia. Jego matka, Bonnie, z domu nazywa się Turkowski, a jej ojciec urodził się w Polsce. Jego prababki ze strony ojca nazywały się Anna Bajter i Katherine Boryta.